# Hrabstwo Lambton
Hrabstwo Lambton (ang. Lambton County) - jednostka administracyjna kanadyjskiej prowincji Ontario leżąca na południu prowincji.
Hrabstwo ma 128 204 mieszkańców. Język angielski jest językiem ojczystym dla 89,3%, francuski dla 2,2% mieszkańców (2006).
W skład hrabstwa wchodzą:
- kanton Brooke-Alvinston
- kanton Dawn-Euphemia
- kanton Enniskillen
- gmina Lambton Shores
- wieś Oil Springs
- miasto (town) Petrolia
- miasto (town) Plympton-Wyoming
- wieś Point Edward
- miasto (city) Sarnia
- kanton St. Clair
- kanton Warwick